# Economia de Cap Verd

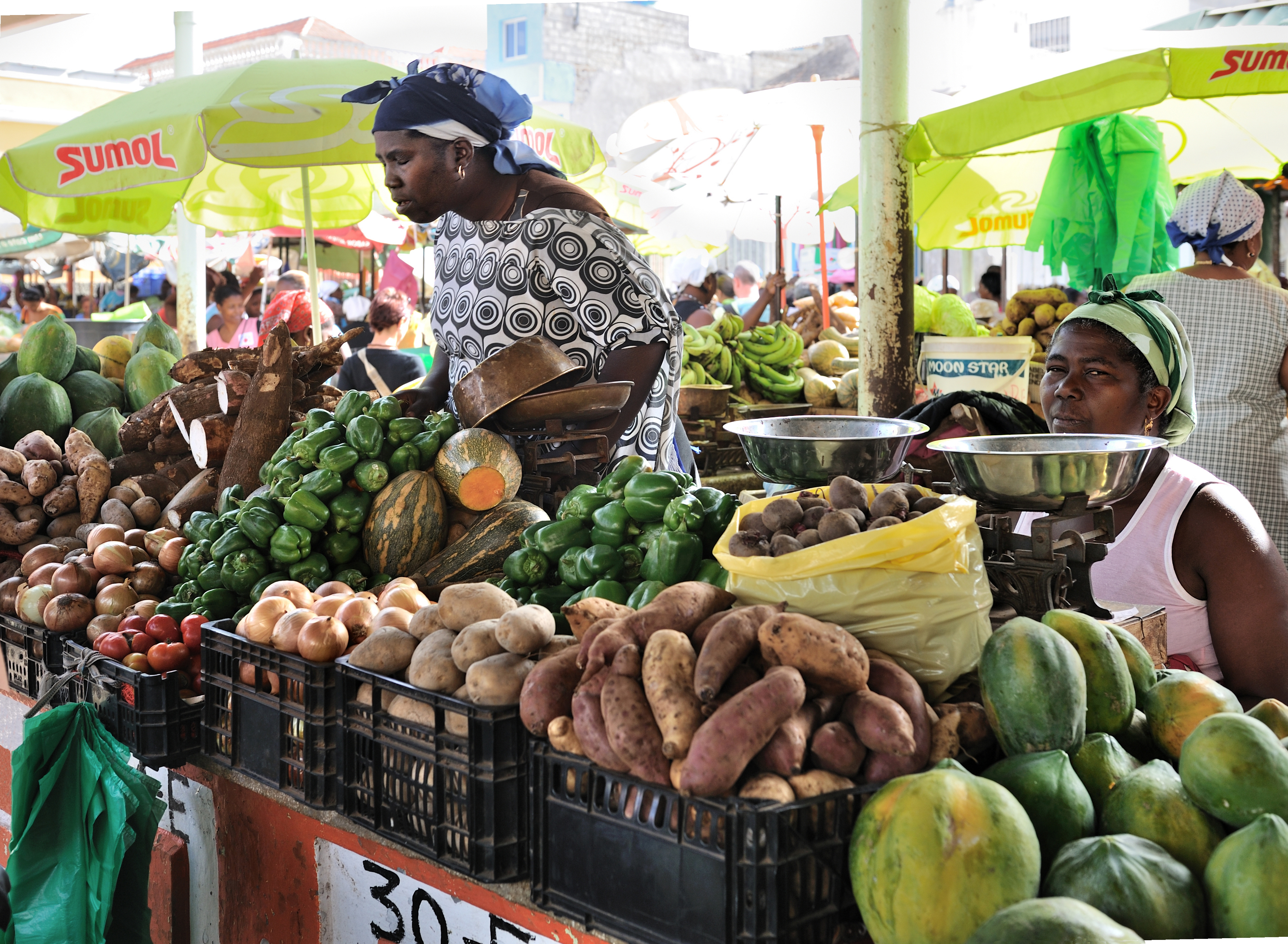
Mercat de carrer en Praia.

L'arxipèlag de Cap Verd té escassos recursos naturals, incloent aigua, que és agreujada per les perllongades sequeres. L'economia és basada en serveis, amb el turisme, el transport i els serveis públics responent per 3/4 del producte interior brut.
El 70% de la població viu a la zona rural. Arrel de la independència del país i l'eliminació del model colonial, per poder autoabastir el consum es va haver de canviar el model productiu tradicional, basat en agricultura de secà per producció de blat de moro i llegums, per una agricultura més basada en el regadiu i la ramaderia, que tenen una participació en el PIB del 9%. Prop de 75% dels aliments han de ser importats. El potencial de la pesca, principalment llagosta i tonyina no és completament explorat. Hi ha indústries associades a la pesca i a l'alimentació a Mindelo, Praia i Sal.
El turisme és una altra font d'ingressos important, contribuint amb més del 10% dels 820 milions d'Euros del PIB de Cap Verd l'any de 2005.
La seva situació estratègica al mig de l'Atlàntic ha permès que el transport hi tingui un paper important, disposa del port de Mindelo (Porto Grande) i aeroports internacionals a Sai i Praia, amb industries i instal·lacions associades, com la reparació naval.
El principals socis comercials són Austràlia, l'Estat Espanyol, Portugal, França, Xina i Rússia (2017).
El país té anualment un gran dèficit comercial, finançat per l'ajuda internacional i pels molts emigrants escampats pel món, que contribueixen amb remissions financeres que complementen el PIB en més del 20%.